# Egypt Village
Egypt Village es una villa de Trinidad y Tobago, que forma parte del borough de Punta Fortín.

## Geografía
La villa abarca parte de la isla Trinidad y limita al norte con  Punta Fortín y Techier Village, al sur con Hollywood y New Village, al este con New Village y al oeste con Point Ligoure.

## Demografía
Datos demográficos de la villa de Egypt Village:
| Gráfica de evolución demográfica de Egypt Village entre 2000 y 2011 |
|                                                                     |